# 열 처녀의 비유

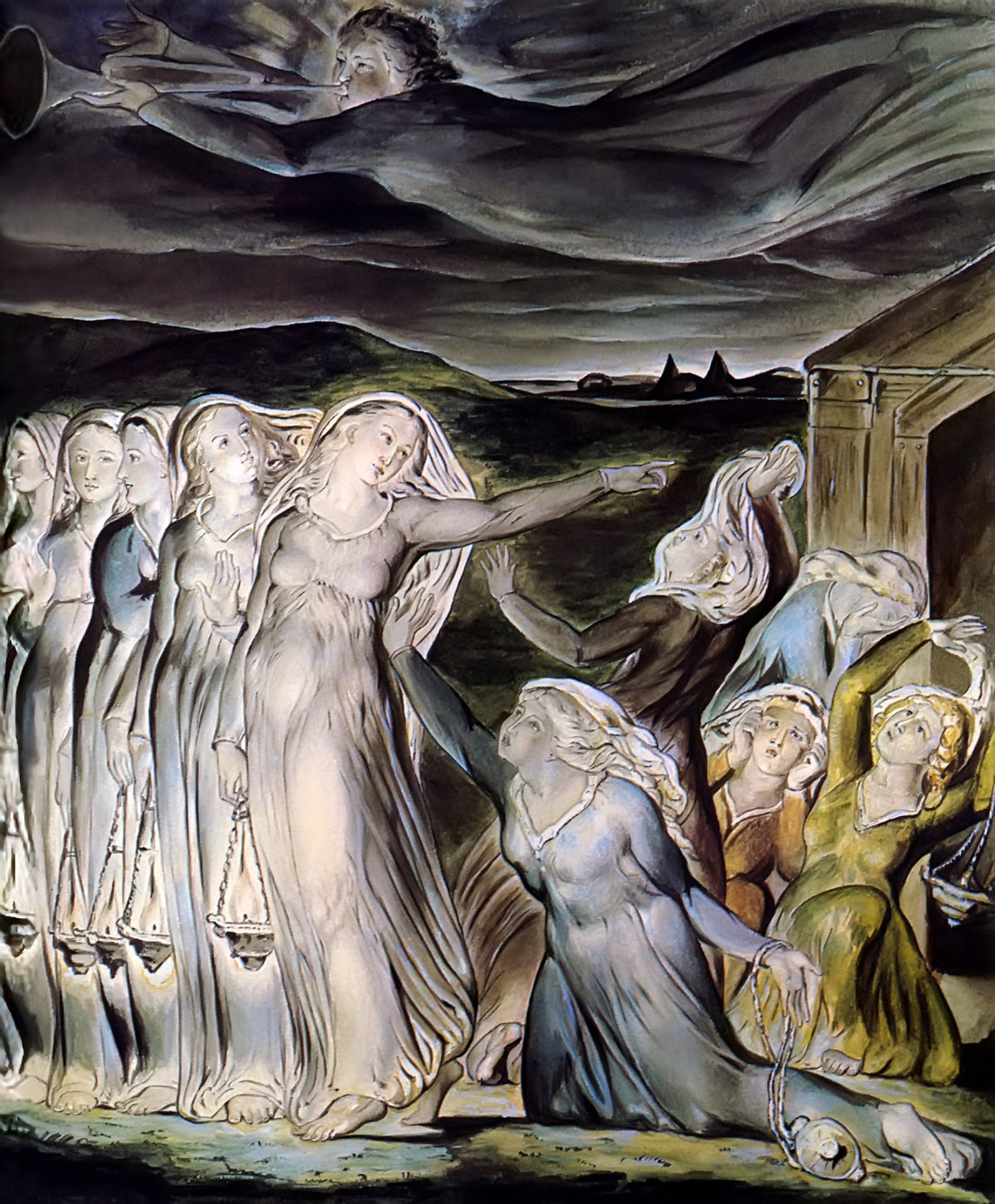
테이트 갤러리 윌리엄 블레이크의 지혜로운 처녀와 어리석은 처녀의 비유(The Parable of the Wise and Foolish Virgins, 1822년)

열 처녀의 비유(Parable of the Ten Virgins)는 지혜로운 처녀와 어리석은 처녀의 비유, 또는 열 신부 들러리의 비유라고도 알려져 있으며, 예수님의 비유 중 하나이다. 마태복음 25장 1~13절에 따르면 열 처녀가 신랑을 기다리고 있다. 다섯 사람은 등불을 쓸 만큼의 기름을 가져왔으나 나머지 다섯 사람은 기름이 떨어졌다. 신랑을 맞을 준비를 한 다섯 처녀는 상을 받고, 기름을 사러 간 다섯 처녀는 신랑의 도착을 놓치고 버림을 받는다.
이 비유에는 분명한 기독교 종말론적 주제가 있다. 즉 심판의 날을 준비하라는 것이다. 이 비유는 중세 시대에 가장 인기 있는 비유 중 하나였으며 고딕 예술, 조각, 독일과 프랑스 대성당의 건축에 영향을 미쳤다.

## 마태복음 속 이야기
마태복음 25장 1~13절의 이야기는 아래와 같다.
1   그 때에 천국은 마치 등을 들고 신랑을 맞으러 나간 열 처녀와 같다 하리니
2   그 중의 다섯은 미련하고 다섯은 슬기 있는 자라
3   미련한 자들은 등을 가지되 기름을 가지지 아니하고
4   슬기 있는 자들은 그릇에 기름을 담아 등과 함께 가져갔더니
5   신랑이 더디 오므로 다 졸며 잘새
6   밤중에 소리가 나되 보라 신랑이로다 맞으러 나오라 하매
7   이에 그 처녀들이 다 일어나 등을 준비할새
8   미련한 자들이 슬기 있는 자들에게 이르되 우리 등불이 꺼져가니 너희 기름을 좀 나눠 달라 하거늘
9   슬기 있는 자들이 대답하여 이르되 우리와 너희가 쓰기에 다 부족할까 하노니 차라리 파는 자들에게 가서 너희 쓸 것을 사라 하니
10   그들이 사러 간 사이에 신랑이 오므로 준비하였던 자들은 함께 혼인 잔치에 들어가고 문은 닫힌지라
11   그 후에 남은 처녀들이 와서 이르되 주여 주여 우리에게 열어 주소서
12   대답하여 이르되 진실로 너희에게 이르노니 내가 너희를 알지 못하노라 하였느니라
13   그런즉 깨어 있으라 너희는 그 날과 그 때를 알지 못하느니라